# Шкляна (Поморське воєводство)
Шкляна (пол. Szklana) — село в Польщі, у гміні Сераковиці Картузького повіту Поморського воєводства.
Населення — 385 осіб (2011).
У 1975—1998 роках село належало до Гданського воєводства.

## Демографія
Демографічна структура станом на 31 березня 2011 року:
|          | Загалом | Допрацездатний вік | Працездатний вік | Постпрацездатний вік |
| -------- | ------- | ------------------ | ---------------- | -------------------- |
| Чоловіки | 196     | 68                 | 119              | 9                    |
| Жінки    | 189     | 65                 | 106              | 18                   |
| Разом    | 385     | 133                | 225              | 27                   |